# Азетидин
Азетиди́н (1,3-пропиленими́н, азета́н, азациклобута́н, триметиленими́н, 1,3-пропиленимин) — насыщенный четырёхчленный гетероцикл с одним атомом азота.
При нормальных условиях — легкокипящая жидкость с аммиачным запахом, смешивается с водой и спиртами.

## Методы синтеза
Из монопропаноламина и этилакрилата.
Из 3-хлорпропиламина.
Из 1,3-дибромпропана и тозиламида.
Из 1,3-диаминпропана под действием соляной кислоты:
{\displaystyle \mathrm {NH_{2}(CH_{2})_{3}NH_{2}\ {\xrightarrow {HCl}}\ C_{3}H_{7}N+\ NH_{3}} .}

## Реакционная способность
Азетидин проявляет типичные для алифатических аминов свойства: является сильным основанием (рКа 11,29 при 25°С), алкилируется, ацилируется и нитруется по атому азота, реагирует с сероуглеродом с образованием дитиокарбамата:
{\displaystyle {\ce {2(CH2)3NH + CS2 -> (CH2)3NCS2^-.(CH2)3NH2+}}}.
Вместе с тем, из-за напряжённости четырёхчленного кольца, при действии нуклеофилов для азетидина характерны реакции с раскрытием цикла. Так, под действием галогеноводородов он образует соответствующие γ-галогенпропиламины, а в кислой среде присоединяет воду с образованием γ-аминопропанола:
{\displaystyle {\ce {(CH2)3NH + HX -> X(CH2)3NH2}}},
{\displaystyle {\ce {X}}} — галоген или гидроксильная группа {\displaystyle {\ce {OH}}}.
Азетидиновое кольцо может быть раскрыто другими нуклеофилами. В результате этой реакции возможен синтез веществ с амногруппами на концах молекулы. Например, реакция этилендиамина с азетидином на палладиевом катализатор с раскрытием цикла с получением триамина.
При взаимодействии азетидина с перекисью водорода образуются акролеин и аммиак:
{\displaystyle {\ce {(CH2)3NH + H2O2 -> CH2=CHCHO + NH3 + H2O}}}.

## Биологическое значение производных

1 — пенициллины,
2 — цефалоспорины.
β-лактамное кольцо выделено красным

Азетидин и его производные редко встречаются в природных биохимических соединениях. Наиболее часто в организмах находится азетидин-2-карбоновая кислота — ядовитый аналог аминокислоты пролина, содержащаяся в существенной концентрации в корнях и листьях некоторых растений семейства спаржевых, например, в майском ландыше, чем в основном и обусловлены ядовитые свойства этих растений, особенно для животных семейства кошачьих. Следы азетидин-2-карбоновой кислоты также находятся в сахарной свёкле и в столовой свёкле.
2-Оксоазетидиновый фрагмент (β-лактамный цикл) входит в состав β-лактамных антибиотиков — пенициллинов, цефалоспоринов, карбапенемов и монобактамов.